# Chin National Army

Fahne der Chin National Army

Als Chin National Army (Burmesisch ချင်းအမျိုးသားတပ်မတော်, abgekürzt CNA) wird eine bewaffnete Einheit im Westen von Myanmar bezeichnet. Sie setzt sich für eine größere Autonomie des Chin-Staates innerhalb der Republik Myanmar ein.

## Geschichte
Die CNA wurde am 20. März 1988 zusammen mit ihrer politischen Organisation, der Chin National Front (CNF), gegründet. Am 6. Januar 2012 unterzeichnete sie einen Waffenstillstand mit der Zentralregierung. Nach dem Militärputsch am 1. Februar 2021 nahm sie den bewaffneten Kampf wieder auf und gründete zusammen mit der Exilregierung (National Unity Government, kurz NUG) die Chinland Defence Forces. Gemeinsame Einheiten zwischen ethnischen bewaffneten Organisationen (Englisch: Ethnic Armed Organisation, kurz EAO) und der Exilregierung werden People’s Defence Force (PDF) genannt. Im Jahr 2022 kam es zu heftigen Gefechten zwischen der Zentralregierung und Einheiten der CNA entlang der Grenze zwischen Chin-Staat und Indien. Im Januar 2023 wurde das Hauptquartier mit Namen Camp Victoria in der Nähe der indischen Grenze von der Luftwaffe der Militärregierung bombardiert. Dabei landeten auch Bomben auf indischem Gebiet und töteten Menschen. Vom 4. bis 7. Dezember 2023 fand im Camp Victoria eine Konferenz statt, um das Chinland Council zu gründen. Die Teilnehmer, welche von verschiedenen politischen Gruppierungen der Chin kamen, ratifizierten eine neue Verfassung für den Chin-Staat. Das Chinland Council soll die Mehrheit der politischen und militärischen Organisationen der Chin umfassen und soll enge Beziehungen zur National Unity Government, der Exilregierung des Landes unterhalten.